# 管子 (乐器)

管

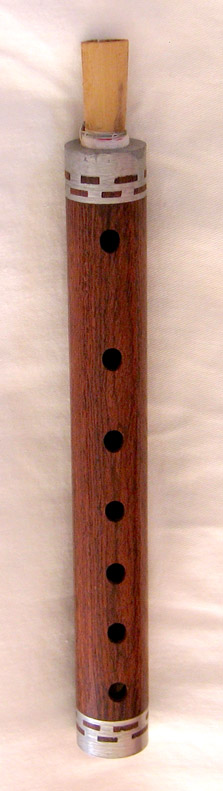

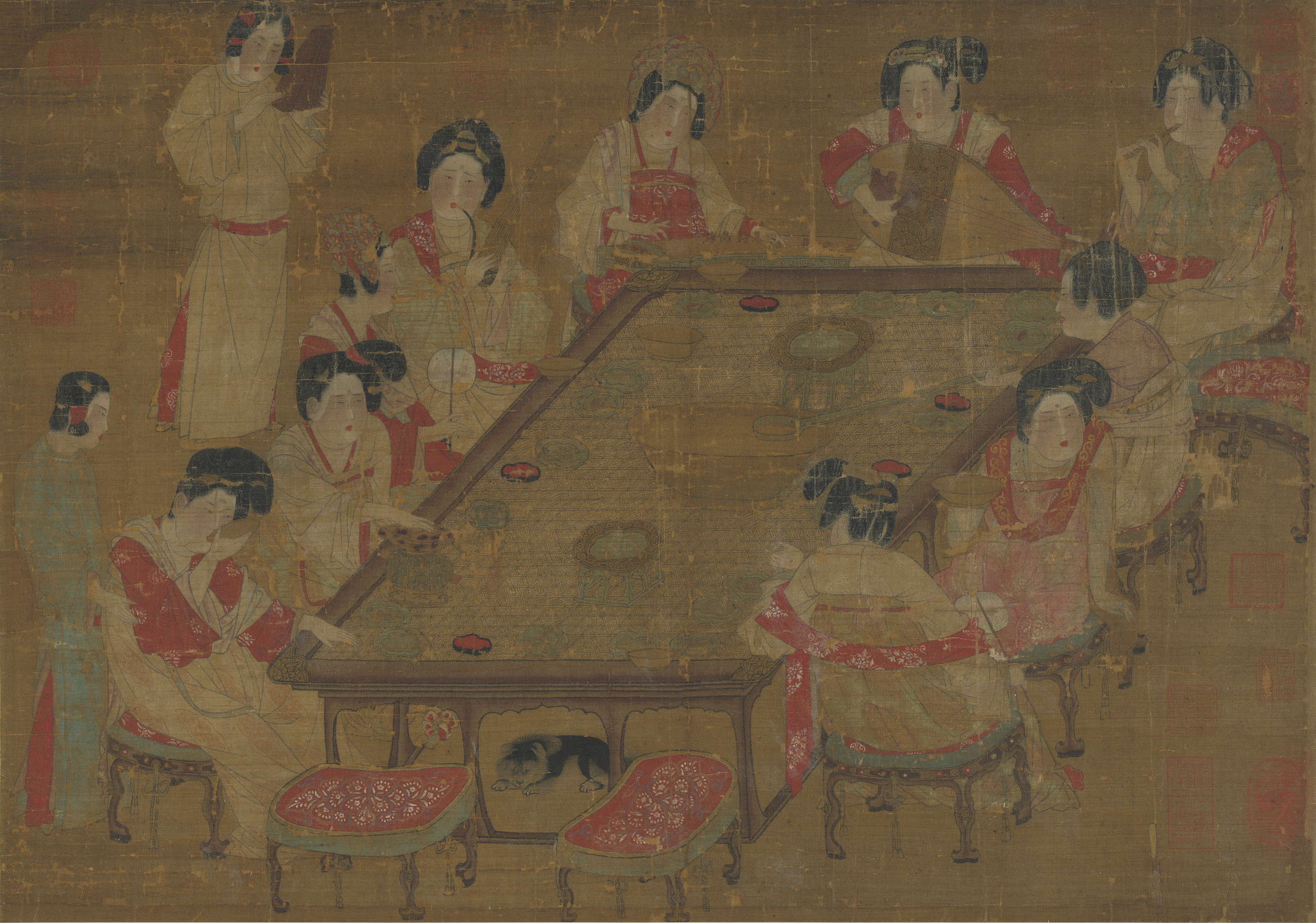
唐代宮樂圖

管子是古代龟兹的乐器。隋开皇初年已在宫廷乐队中使用，至今流行在华北、东北、山东、山西一带，为吹打乐队中的主奏乐器之一。管子由芦苇制的双簧哨子和硬木（或竹）制的秆子两部分组成，共有八个按音孔（或有九個按音孔）。管子的名称很多，如筚篥、风管、头管等。管子的种类也很多，其中以筒音为d1和e1的较为常见。平吹加上超吹可使音域达到两个半八度。管分大、中、小三种，以及双管和加键管。大的管约33厘米长，中的24.5厘米长，小的18厘米长。大管比小管低四度，音色高亢，在北方管乐中常常用于领奏。

## 延伸阅读
[在维基数据编辑]
 《欽定古今圖書集成·經濟彙編·樂律典·管部》，出自陈梦雷《古今圖書集成》